# Guerra del Contestado
La Guerra del Contestado (en portugués: Guerra do Contestado) fue una guerra civil entre la población cabocla y las fuerzas federales y estatales del gobierno de Brasil ocurrida entre octubre de 1912 y agosto de 1916 por una rica región productora de yerba mate y madera disputada por los estados brasileños de Paraná y Santa Catarina.
Se originó en los problemas sociales, principalmente debido a la falta de regularización de la tenencia de la tierra y el descontento de la población en situación de desventaja en una región donde la presencia del poder público era escasa. El choque se vio agravado por el fanatismo religioso expresado por el mesianismo y la creencia, caboclos por los rebeldes, de que esta era una guerra santa.
La región fronteriza entre los estados de Paraná y Santa Catarina, fue nombrada el Contestado debido a que los agricultores locales se negaran (contestaram) a dar la donación exigida por el gobierno a los registradores del Southern Brazil Lumber & Colonization Company. Como la región era una zona de frecuentes disputas políticas y territoriales, empezó a ser llamada el Contestado.